# بليندا (قمر)
بالإنكليزية Belinda هو قمر طبيعي داخلي لكوكب أورانوس. اكتشف من الصور التي التقطها المسبار فوياجر 2 على في 13 كانون الثاني 1986 ، والتعيين مؤقت له S/1986 U 5 . اسمه مشتق من بطلة إحدى قصائد ألكسندر بوب كما يعرف بزحل الرابع عشر.
ينتمي بليندا إلى مجموعة أقمار بورتشيا والتي تتكون من 27 قمرا، والتي تتضمن أيضا جولييت وبيانكا وديسديمونا وبورشيا وروزاليند وكيوبيد وكريسيدا وبرديتا ولهذه الأقمار نفس الخصائص المدارية.
نصف قطره 45 كيلو مترا والبياض الهندسي من 0.08
يظهر في صور فوياجر 2 يظهر ككائن ممدود، ويتجه محوره الرئيسي نحو أورانوس.